# Wayne Fontana
Glyn Geoffrey Ellis, conhecido artisticamente por Wayne Fontana (Manchester, 28 de outubro de 1945 – Stockport, 6 de agosto de 2020) foi um cantor, compositor e músico britânico.
Adotou o nome artístico para homenagear D.J. Fontana, baterista de Elvis Presley.

## Carreira

### Fase com o The Mindbenders (1963-1965)
Em 1963, fundou o grupo The Mindbenders, juntamente com Bob Lang, Rick Rothwell e Eric Stewart; o primeiro álbum, intitulado "Um Um Um Um Um Um", foi lançado no ano seguinte, quando a banda se chamava "Wayne Fontana and The Mindbenders", que fez sucesso no Reino Unido, a ponto dos Mindbenders fazerem uma turnê com Brenda Lee. O grande sucesso do grupo foi "The Game Of Love".
Após uma turnê malsucedida na América e mais alguns compactos gravados, sem sucesso, Fontana deixou os Mindbenders subitamente, durante um show em 1965. Eric Stewart, guitarrista da banda, ocupou seu lugar. Consequentemente, o nome do antigo líder foi retirado, ficando apenas "The Mindbenders", até a separação em 1968. Nesta época, Fontana já estava em carreira solo.

### Carreira solo (1965-)
Logo após deixar os Mindbenders, Fontana decidiu seguir carreira solo a partir de 1965. Seu primeiro álbum foi "You Made Me What I Am Today". Levou outros músicos para segui-lo em seus shows, como Frank Renshaw (guitarrista), Bernie Burns (baterista), Roy "Rossi" Henshall (baixista), Rod Gerrard (guitarrista, ex-Herman's Hermits) e Phil Keane (baterista), entre outros.
Seu grande êxito musical foi no ano seguinte, com o lançamento de "Pamela Pamela", no disco "Something Keeps Calling Me Back". Ainda em 1966, "Gina", defendida por ele no Festival Internacional da Canção do mesmo ano, não chegou a ficar entre as três primeiras colocadas, e mesmo assim fez bastante sucesso. No Brasil, figurou na lista Hot100Brasil como a canção mais executada nas rádios em 1967.

## Problemas com a justiça
Em 2005, lutou contra os problemas financeiros que o prejudicavam, mas acabou detido em sua casa, em Glossop. Revoltado, derramou gasolina sobre o capô do carro de um oficial de justiça, com ele dentro. Foi preso em maio de 2007, chegando a afirmar que "a justiça era cega", dispensando posteriormente seus advogados. Em novembro, foi ondenado a 11 meses de prisão por causa do ataque ao oficial de justiça, foi liberado pouco depois, mudando-se para a Espanha. Fontana envolveu-se novamente em polêmica em 2011,  ao ser detido no Teatro Palace, em Manchester, após não pagar multa por excesso de velocidade.
Mesmo com os problemas judiciais, seguiu em atividade, principalmente fazendo shows referentes aos anos 60.

## Morte
Fontana morreu no dia 6 de agosto de 2020 em Stockport, aos 74 anos.

## Discografia
- You Made Me What I Am Today (1965)
- My Eyes Break Out In Tears (1966)
- The Sun's So Hot Today (1966)
- Something Keeps Calling Me Back (1966)
- From a Boy To a Man (1967)
- In My World (1967)
- We All Love the Human Race (1967)
- I Need To Love You (1968)
- Mind Excursion (1968)
- Waiting For a Break In The Clouds (1968)
- Say Goodbye To Yesterday (1969)
- Charlie Cass (1969)
- Linda (1969)
- One Man Woman (1973)
- Give Me Just a Little Bit (1973)